# V Circoscrizione (Trieste)
Barriera Vecchia-San Giacomo (ufficialmente V Circoscrizione) è una delle sette circoscrizioni del comune di Trieste.
Posta a sud-est dal centro cittadino, comprende i borghi storici di Barriera Vecchia, San Giacomo e Santa Maria Maddalena Superiore.
È la circoscrizione più popolosa della città, con quasi un quarto degli abitanti totali del comune. Si registrano anche la più alta densità e la massima concentrazione di residenti stranieri.

## Suddivisione amministrativa
Nel territorio circoscrizionale si trovano 7 rioni storici di Trieste. Tuttavia, dati i numerosi cambiamenti amministrativi (dai 28 comuni censuari, alle 12 circoscrizioni, alle attuali 7 circoscrizioni comunali) i confini dei rioni non confinano con quelli della circoscrizione; sicché la popolazione totale sarà diversa della somma cumulativa dei rioni.

## Consiglio circoscrizionale
Il consiglio circoscrizionale è composto da 20 membri e viene rinnovato ogni 5 anni, parallelamente alle elezioni comunali.
| Consiglio circoscrizionale |
| --- |
| Adesso Trieste 3 Partito Democratico 5 Lista civica di centro-sinistra 2 Lista civica di centro-destra 2 Forza Italia 2 Lega per Salvini Premier 2 Fratelli d'Italia 4 |